# Chân cắm

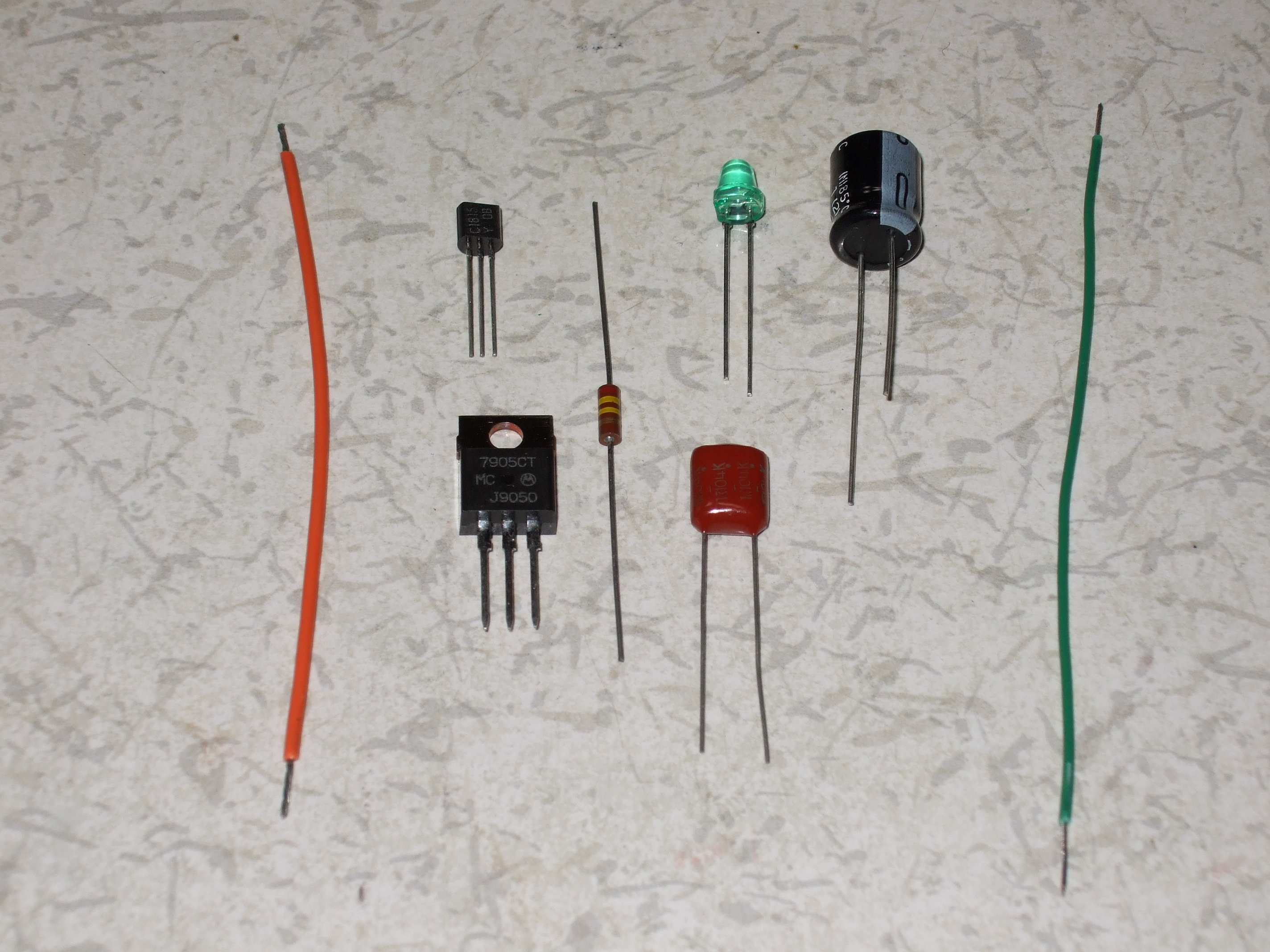
Một vài loại chân cắm.

Trong thiết bị điện tử, chân cắm là một kết nối điện bao gồm chiều dài dây hoặc một miếng kim loại (SMD) được thiết kế để kết nối điện giữa hai vị trí. Chân cắm được sử dụng cho nhiều mục đích, bao gồm: chuyển giao năng lượng; thử nghiệm một mạch điện để xem nó có hoạt động hay không, sử dụng đèn thử nghiệm hoặc một thiết bị vạn năng; truyền thông tin, như các chân cắm nối với điện tâm đồ (ECG) được gắn vào cơ thể của một người để truyền tải thông tin về nhịp tim của họ; và đôi khi hoạt động như một thiết bị tản nhiệt. Các dây dẫn nhỏ đi ra từ các thiết bị xuyên qua lỗ cũng thường được gọi là các chân cắm.
Nhiều linh kiện điện như tụ điện, điện trở và cuộn cảm chỉ có hai chân cắm, trong khi một số mạch tích hợp (IC) có thể có hàng trăm đến hơn một nghìn chân cắm cho các thiết bị BGA lớn nhất. Các chân cắm trong IC thường uốn cong dưới thân gói như chữ "J" (J-lead) hoặc đi ra, xuống và tạo thành một chân phẳng để gắn cố định vào bảng (S-lead hoặc gull-lead).